# Římskokatolická farnost Minice
Římskokatolická farnost Minice (lat. Minicium) je církevní správní jednotka sdružující římské katolíky na území vesnice Minice a v jejím okolí. Organizačně spadá do lounského vikariátu, který je jedním z 10 vikariátů litoměřické diecéze. Centrem farnosti je kostel svatého Martina v Minicích.

## Historie farnosti
Již roku 1361 byla v místě plebánie. Od roku 1681 jsou v místě vedeny matriky. Fara byla kanonicky obnovena roku 1708.

### Duchovní správcové vedoucí farnost
Začátek působnosti jmenovaného v duchovní správě farnosti od:
- 1710   Medardus Sieber
- 1739   Josef Piltz
- 1755   Josef Güntzl
- 1764   Anton Färber
- 1771   Karl Veitl[3] (Veitel[4]), † 5. 8. 1802[3]
- 1802   Johann Haubner[4]
- 1803   par. vacat
- 1804   Franz Püttner, n. 11. 10. 1759 Hrušovany, o. 10. 8. 1788, † 8. 8. 1828[3]
- 1828   Anton Heyer[4]
- 1829   par. vacat, cap. Anton Schwab
- 1830   Anton Heyer, n. 13. 6. 1780  Reichenberg, o. 8. 9. 1805, † 5. 6. 1846
- 1847   Johann Täubling, n. 4. 10. Kaaden, o. 13. 8. 1813, † 7. 5. 1869
- 1867   par. vacat, admin. interc. Jos. Totzauer
- 1868   Josef Totzauer, n. 24. 7. 1825 Reichen, o. 25. 7. 1850, †  23. 4. 1887
- 1887   Josef Löbel,[4] n. 4. 5. 1846 Rissut., o. 19. 7. 1873, † 7. 3. 1924
- 1914   par. vacat, admin. interc. Theoph. Svoboda
- 1915   Teoph. Svoboda n. 7. 6. 1872 Chyjice, o. 5. 7. 1896
- 1916   par. vacat, admin. interc. Joann. Wiesinger
- 1917   Thoma Tanzer, n. 29. 12. 1878 Prachatitz, o. 20. 7. 1902, † 27. 12. 1941
- 1936   par. vacat, admin. excurr. Arnold Wünsche
- 1939   par. vacat, admin. excurr. Libor Pollak
- 1941   par. vacat, admin. excurr. Alois Thomas
- 1. 4.  1946 Rudolf Skuthan
- 1 .1.  1947 František Kolář, admin. excurr. z Postoloprt
- 1. 5.  1953    Stanislav Rozkopal
- 1. 8.  1964    František Klapuch
- 1. 7.  1972    Josef Petrucha
- 1.8.  1974    Rudolf Prey
- 1. 9. 2013   Josef Peňáz
- 15. 4. 2015 Radim Vondráček, admin. excurr. z Postoloprt[3]

Kromě kněží stojících v čele farnosti, působili ve farnosti v průběhu její historie i jiní kněží. Většinou pracovali jako farní vikáři, kaplani, katecheté, výpomocní duchovní aj.

## Území farnosti
Do farnosti náleží území obce:
- Minice (Minitz,[2] Münitz[5])[p 2]
- Truzenice (Trusenz)[p 2]
- Velemyšleves (Welmschloss)[p 2]

## Římskokatolické sakrální stavby na území farnosti
| | Fotografie | Stavba                         | Místo        | Bohoslužby                      | Zeměpisné souřadnice             | Status       | Číslo kulturní památky           |
| Kostel | Kostel     | Kostel                         | Kostel       | Kostel                          | Kostel                           | Kostel       | Kostel                           |
| --- | ---------- | ------------------------------ | ------------ | ------------------------------- | -------------------------------- | ------------ | -------------------------------- |
| 1. |            | Kostel sv. Martina             | Minice       | bližší informace o bohoslužbách | 50°23′30″ s. š., 13°34′31″ v. d. | farní kostel | 43321/5-1459 (Pk•MIS•Sez•Obr•WD) |
| Kaple |            |                                |              |                                 |                                  |              |                                  |
| 2. |            | Kaple sv. Antonína Paduánského | Velemyšleves | bližší informace o bohoslužbách | 50°24′10″ s. š., 13°33′51″ v. d. | kaple        | —                                |
| 3. |            | Kaple Panny Marie              | Truzenice    | bližší informace o bohoslužbách | 50°23′43″ s. š., 13°34′26″ v. d. | obecní kaple | —                                |
| Některé drobné sakrální stavby a pamětihodnosti lze dohledat zde v databázi Drobné sakrální památky Zaniklé sakrální stavby lze dohledat zde v databázi Poškozené a zničené kostely, kaple a synagogy v České republice |            |                                |              |                                 |                                  |              |                                  |

Ve farnosti se mohou nacházet i další drobné sakrální stavby, místa římskokatolického kultu a pamětihodnosti, které neobsahuje tato tabulka.

## Příslušnost k farnímu obvodu
Z důvodu efektivity duchovní správy byl vytvořen farní obvod (kolatura) farnosti – děkanství Postoloprty, jehož součástí je i farnost Minice, která je tak spravována excurrendo.

## Galerie

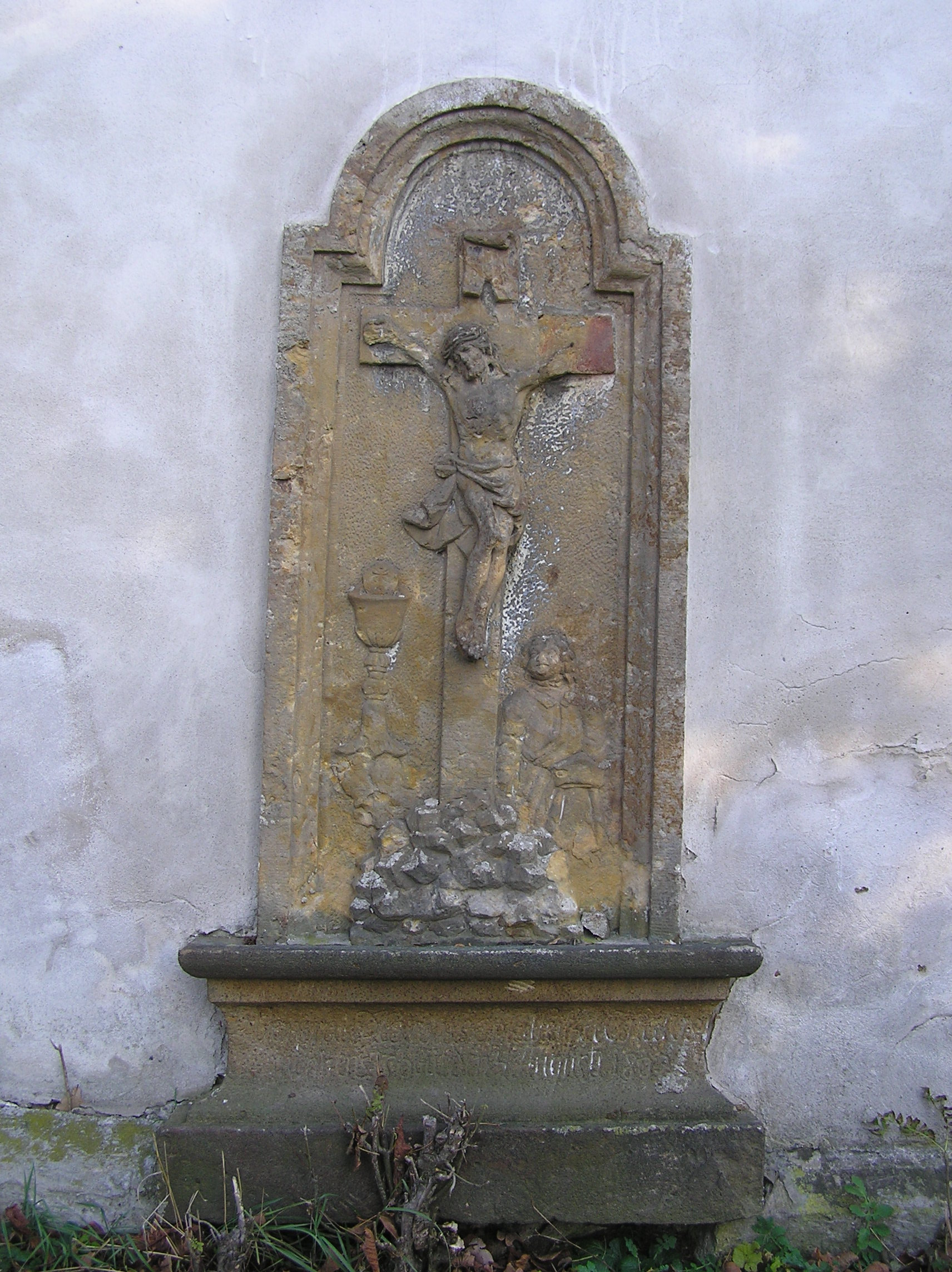
Plastika na kostele sv. Martina v Minicích
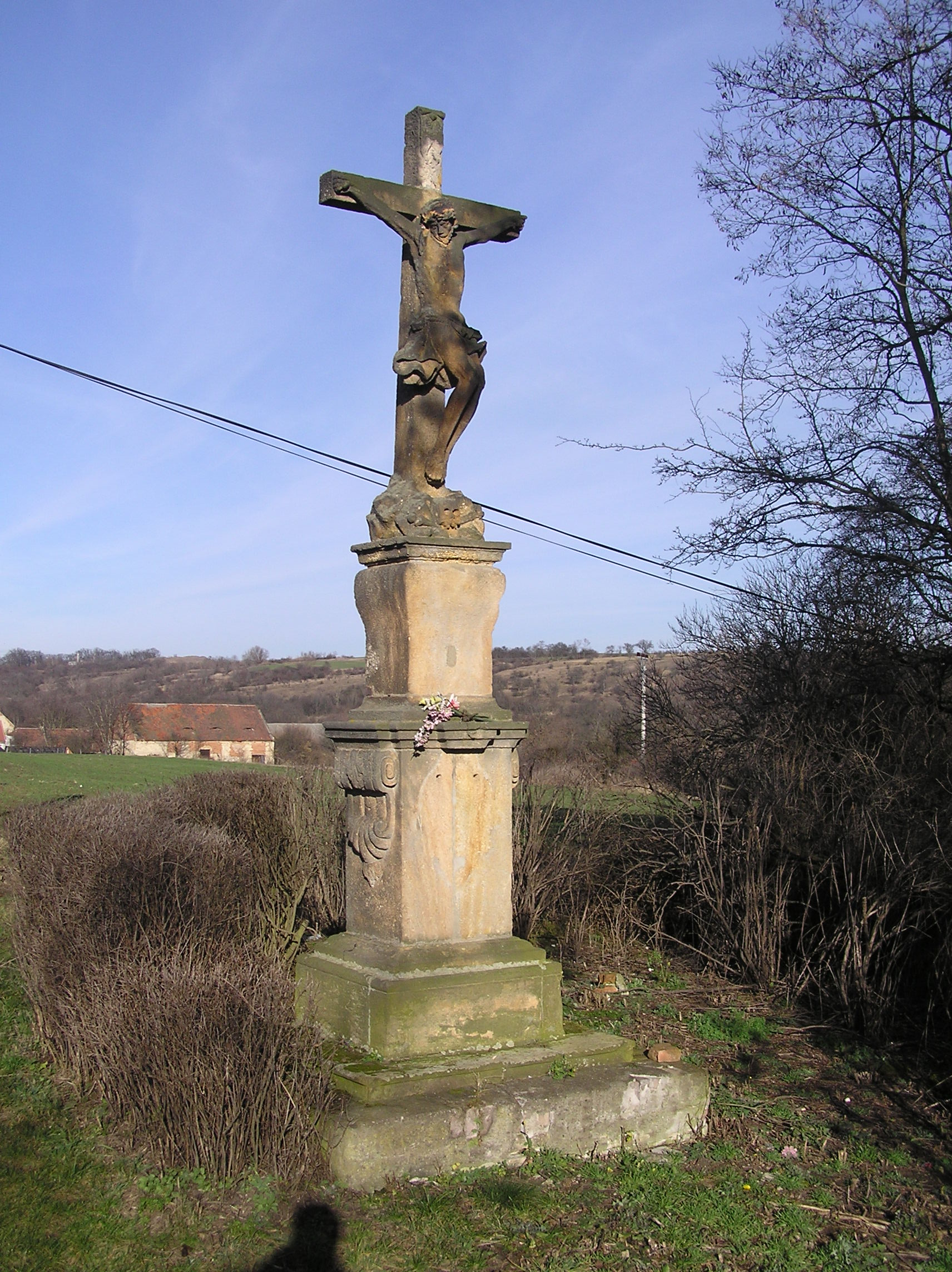
Kříž u kostela v Minicích
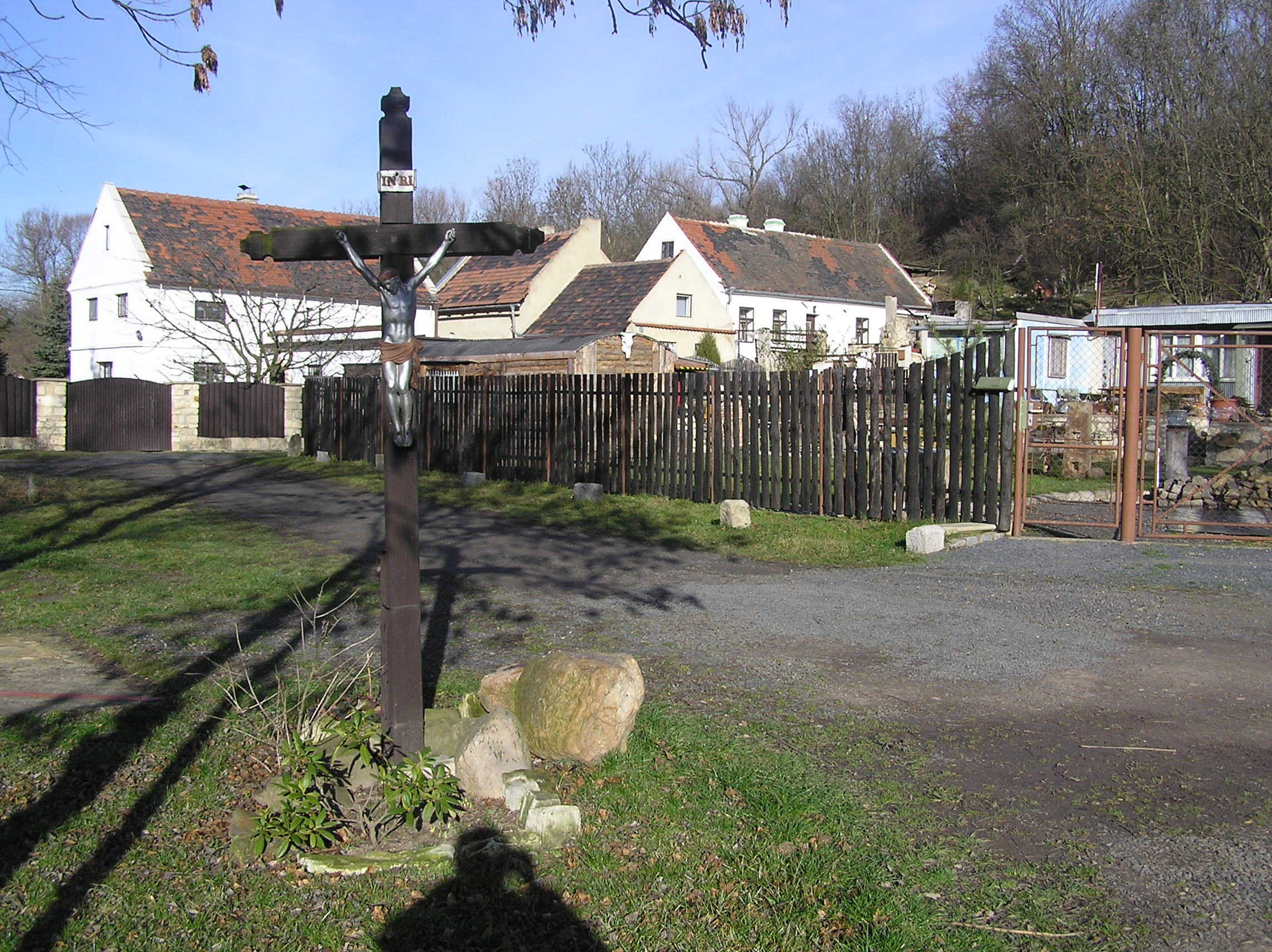
Kříž u statku v Minicích
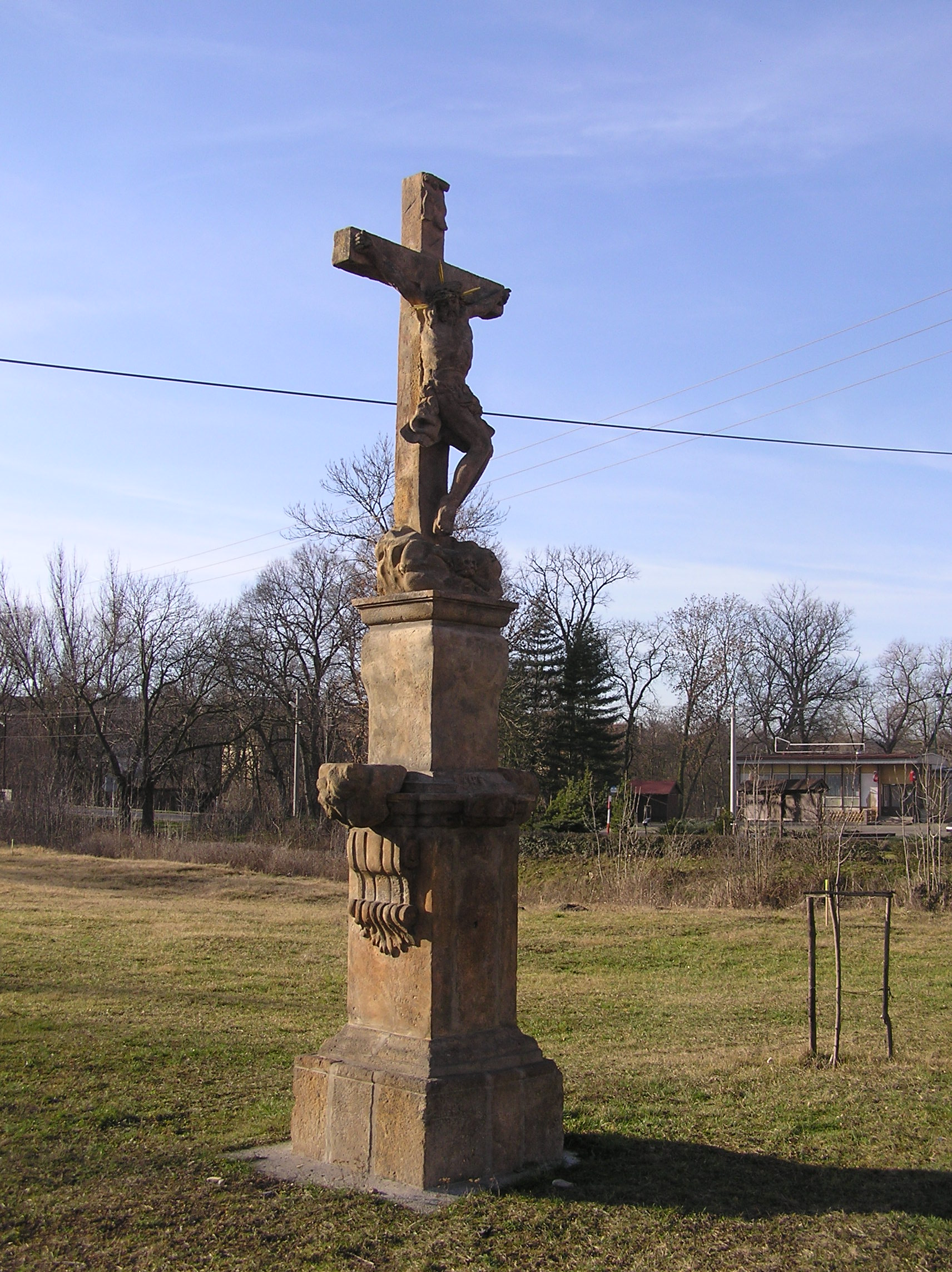
Kříž na návsi ve Velemyšlevsi
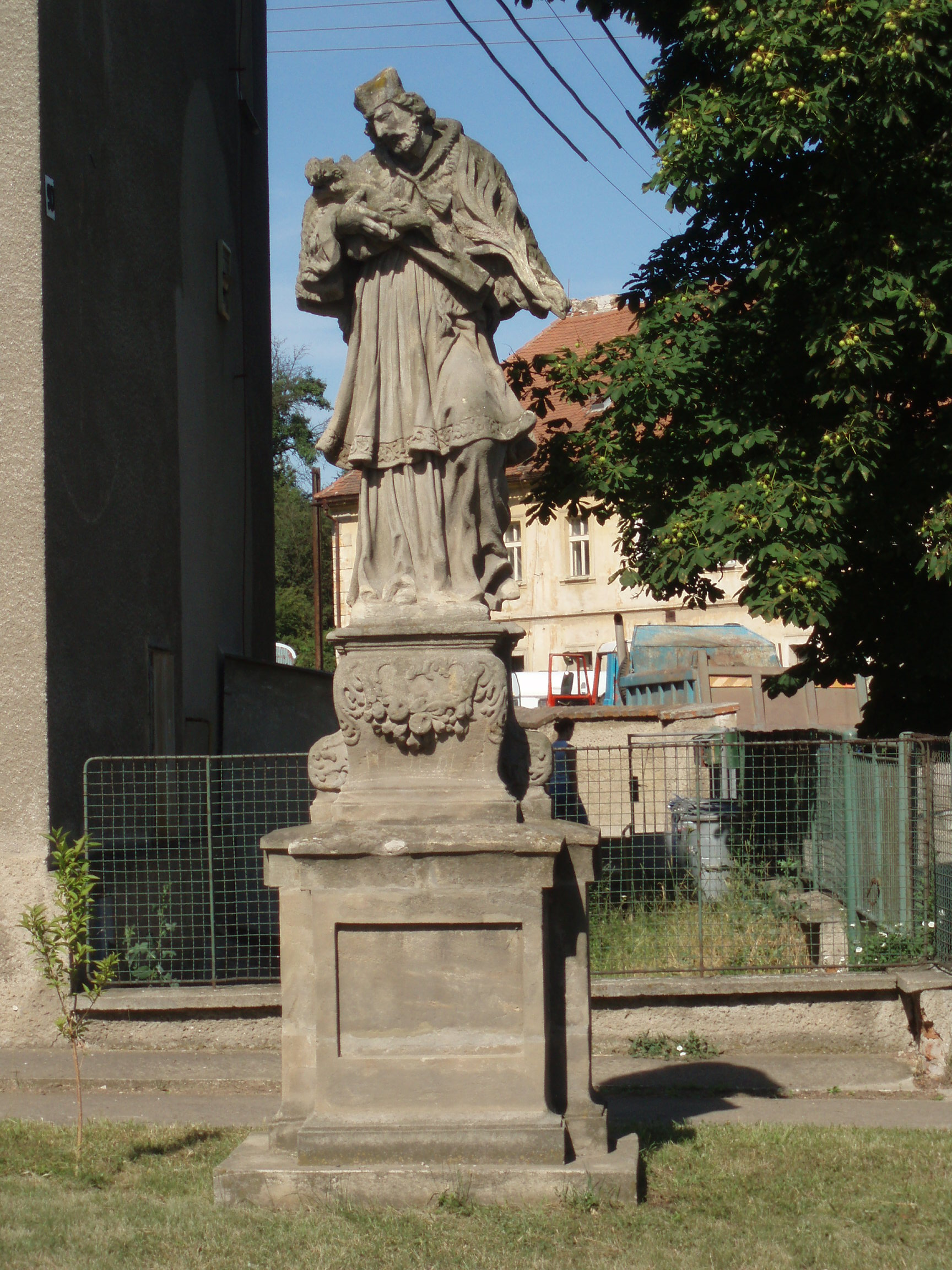
Socha sv. Jana Nepomuckého ve Velemyšlevsi
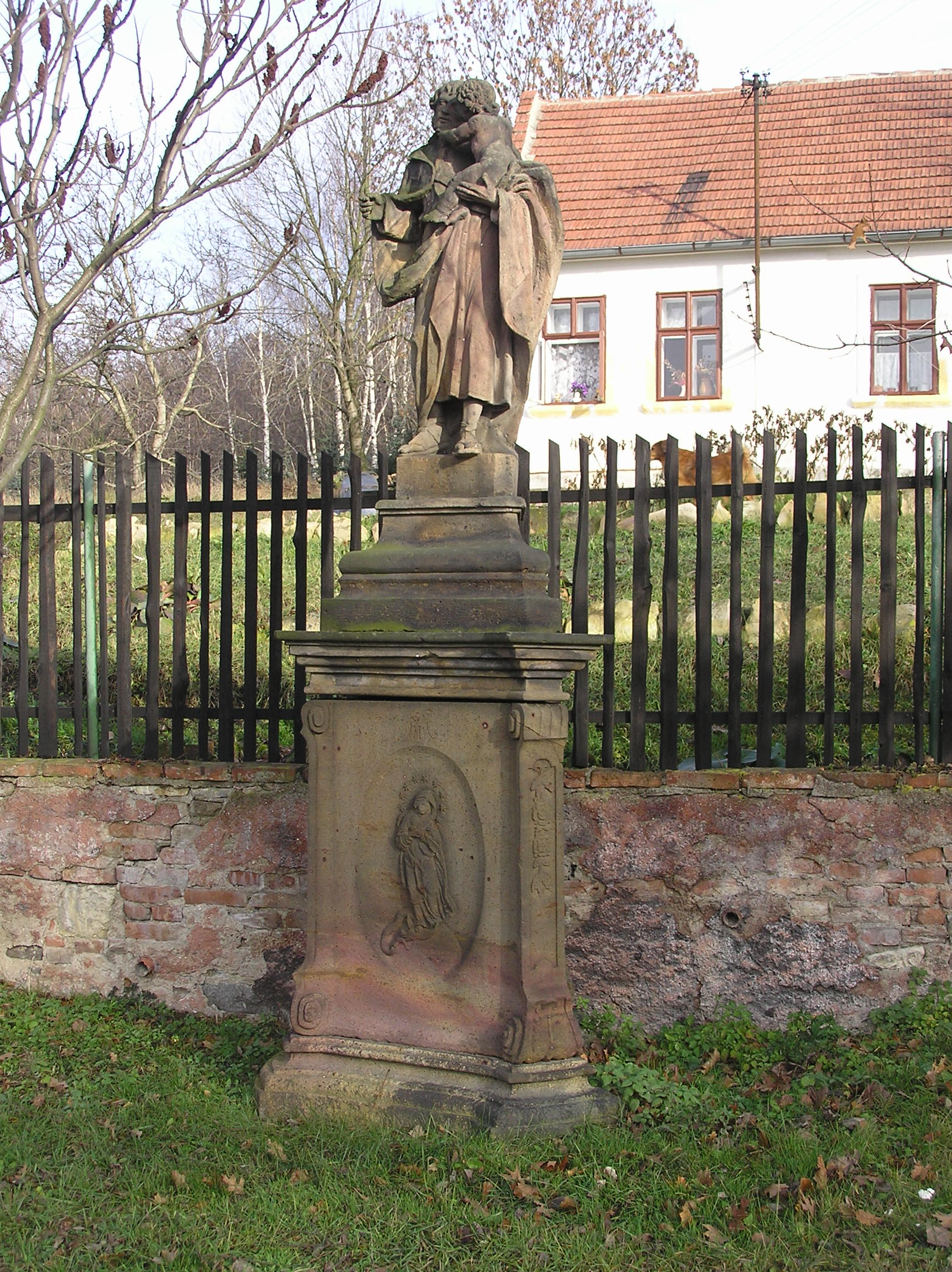
Socha sv. Josefa ve Velemyšlevsi